# Neustadt-Magdeburg

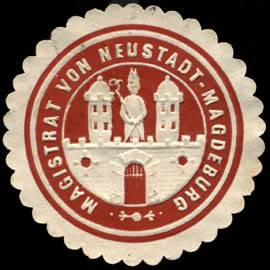
Siegelmarke des Magistrats von Neustadt-Magdeburg

Neustadt-Magdeburg war bis 1886 eine Stadt in der preußischen Provinz Sachsen. Sie setzte sich aus dem Gebiet der heutigen Magdeburger Stadtteile Alte Neustadt sowie Neue Neustadt zusammen und wurde 1886 in die Stadt Magdeburg eingemeindet.

## Geschichte
Die Stadt wurde erstmals 1209 als „nova civitas“ (neue Stadt) im Bericht über die Auseinandersetzung zwischen Kaiser Otto IV. und Erzbischof Albrecht I. erwähnt. Sie erhielt 1230 durch Albrecht I. das Stadtrecht als eigenständige Stadt.
Seit 1680 gehörte die Neustadt zum brandenburg-preußischen Herzogtum Magdeburg und lag im damaligen Holzkreis II. Auf Befehl Napoleons I. wurde 1812 der überwiegende Teil der Alten Neustadt abgerissen, um Festungsanlagen und deren strategisches Umfeld zu errichten. Als Ersatz erfolgte die Gründung der Neuen Neustadt an der Straße nach Barleben.
Seit der Einteilung des Regierungsbezirks Magdeburg in Kreise im Jahr 1816 gehörte die Stadt Neustadt-Magdeburg zum Stadtkreis Magdeburg. Im Kreistag des Stadtkreises Magdeburg stellte sie drei der insgesamt elf Abgeordneten. Am 12. März 1864 wurde in der Neustädter Bierhalle, der späteren Wilhelma an der Lübecker Straße, die Association zur Anschaffung nötiger Lebensbedürfnisse zur Neustadt-Magdeburg gegründet. Aus der Gesellschaft ging die später regional bedeutende Konsumgenossenschaft Magdeburg hervor. Am 1. April 1886 wurde die Stadt durch einen Einigungsvertrag in die Stadt Magdeburg eingemeindet.

## Einwohnerentwicklung
| Jahr | Einwohner | Quelle |
| ---- | --------- | ------ |
| 1780 | 3814      | [ 5 ]  |
| 1798 | 5755      | [ 5 ]  |
| 1812 | 3065      | [ 5 ]  |
| 1818 | 3644      | [ 5 ]  |
| 1831 | 5667      | [ 5 ]  |
| 1837 | 6709      | [ 5 ]  |
| 1843 | 7478      | [ 6 ]  |
| 1861 | 13.120    | [ 7 ]  |
| 1867 | 17.288    | [ 1 ]  |
| 1871 | 20.412    | [ 1 ]  |

## Bürgermeister
- 1681–1690 Martin Sievers
- 1811–1846 Karl Rosenthal

## Stadtverordnetenvorsteher
- 1878–1886 Johann Wilhelm Hauswaldt

Ein bekanntes Mitglied der Stadtverordnetenversammlung war der Genossenschaftler Friedrich Wilhelm Schulze (von 1877 bis 1884).